# Romeo y Julieta (película de 1916 de Metro Pictures)
Romeo y Julieta es una película de drama romántico muda perdida de 1916 basada en la obra clásica de William Shakespeare, Romeo y Julieta. John W. Noble está acreditado como el director y Francis X. Bushman y Beverly Bayne interpretan a los amantes. Esta película fue producida en 1916, durante las conmemoraciones del 300º aniversario de la muerte de Shakespeare, y se estrenó junto con muchas otras obras visuales e impresas dedicadas a los trabajos shakesperianos.
La película fue producida y estrenada en competición directa con otra película similar, la Romeo y Julieta producida por William Fox, protagonizada por Theda Bara, y estrenada tres días antes. Bushman más tarde reclamó, en una entrevista, que fue a ver la versión de Theda Bara y se sorprendió al ver que Fox había añadido algunos intertítulos de la versión de la Metro.

## Reparto
- Francis X. Bushman como Romeo
- Beverly Bayne como Julieta
- Horace Vinton como Escala, príncipe de Verona
- John Davidson como Paris
- Eric Hudson como Montesco
- Edmund Elton como Capuleto
- Leonard Grover como Hombre Viejo
- Fritz Leiber, Sr. como Mercucio
- Olav Skavlan como Benvolio
- Lawson Butt como Teobaldo
- Robert Cummings como Fray Lorenzo
- A. J. Herbert como Fraile John
- Edwin Boring como Balthasar
- William Morris como Abraham
- Joseph Dailey como Peter